# Comuna 21 (Cali)
La Comuna 21 de Cali está localizada al  oriente del área urbana, a la ribera del Río Cauca. Limita al norte con el municipio de Candelaria y la Comuna 7; al sur con el corregimiento de Navarro;  al occidente con la Comuna 14 y al oriente con el Río Cauca. Pertenece al populoso sector oriental del Distrito de Aguablanca.
Por ser un sector clave para combatir la inseguridad y para la cohesión social de la ciudad, se han emprendido una serie de obras para reducir la marginalidad, como la Alameda Sol de Oriente, el Centro Comercial Río Cauca y una troncal del sistema de transporte masivo MIO. Así mismo, proyectos de vivienda de interés social como el barrio Potrero Grande, ciudadelas educativas dentro del programa municipal 21 Megaobras y proyectos de reinserción juvenil como 'Me paro en la raya'.

## Barrios
La Comuna 21 está conformada por 15 barrios:
| - Planta de Tratamiento de Aguas Residuales (PTAR) - Vallegrande - Ciudad Talanga - Compartir - Desepaz Invicali - Ciudadela del Río - CVC - Los Líderes | - El Remanso (o Remansos de Comfandi) - Calimio Desepaz - Potrero Grande - Pizamos 1 - Pizamos 2 - Pizamos 3 - Las Dalias - Manantial (o Manantial de Comfandi) - Villamercedes 1 - Villa Luz - Las Garzas |